# La Folletière
La Folletière is een plaats en voormalige gemeente in het Franse departement Seine-Maritime in de regio Normandië en telt 63 inwoners (2009). De plaats maakt deel uit van het arrondissement Rouen.

## Geschiedenis
La Folletière is op 1 januari 2016 gefuseerd met de gemeenten Betteville, Fréville en Mont-de-l'If tot de gemeente Saint Martin de l'If. 

## Geografie
De oppervlakte van La Folletière bedraagt 5,2 km², de bevolkingsdichtheid is dus 12,1 inwoners per km².
De onderstaande kaart toont de ligging van La Folletière met de belangrijkste infrastructuur en aangrenzende gemeenten.

## Demografie
Onderstaande figuur toont het verloop van het inwonertal (bron: INSEE-tellingen).